# Tem in thử

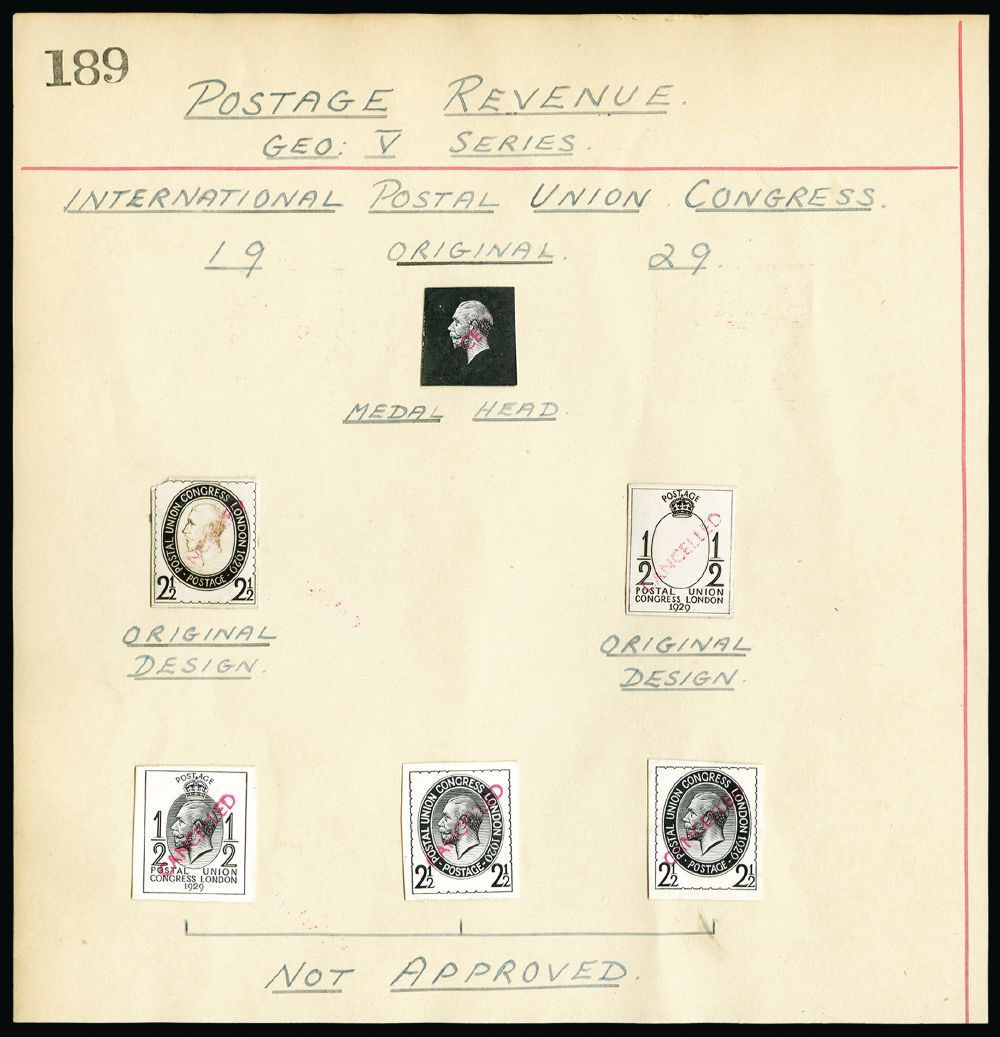
Tem in thử của Anh Quốc năm 1929

Tem in thử là tem được in trên những tờ giấy to (thường là một tem trên một tờ) được dùng để những người có thẩm quyền duyệt hình dáng và nội dung của con tem trước khi in. Ngoài ra con có những con tem in thử màu đen trắng (black proof) hoặc với nhiều màu khác nhau, mỗi màu là một con tem (color proof).